# Willie Nelson
Willie Nelson, nome artístico de William Hugh Nelson (Abbot, 29 de abril de 1933) é um cantor e compositor de música do gênero country, escritor, ator, poeta e ativista americano. Considerado o 77.º melhor guitarrista da história pela revista norte-americana Rolling Stone.

## Biografia

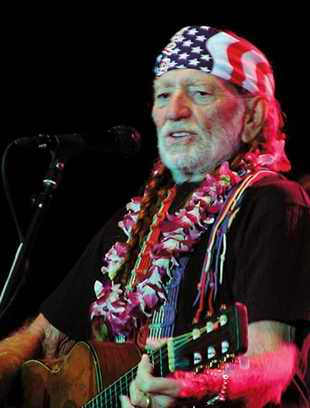
Willie Nelson.

### Infância
Willie Nelson nasceu em 29 de abril de 1933, em Abbot, Texas, nos Estados Unidos.
Nelson e a irmã, Roberta Nelson, foram criados por seu avós, após o pai morrer e a mãe abandonar a família. Willie tocava violão enquanto Bobbie tocava piano.

### Carreira
Em 1960, a família se mudou para Nashville, onde Nelson compôs "Hello Walls", que viria a ser um de seus grandes sucessos.
Suas composições foram cantadas por ilustres artistas da música country, incluindo a famosa "Crazy", que compôs para a amiga Patsy Cline.
A música "On the Road Again" foi uma das mais tocadas no início da década de 1980, utilizada posteriormente como tema do filme Forrest Gump.
Em dezembro de 1970, após um incêndio na residência em Nashville, Willie mudou novamente para o Texas, aonde reside até hoje.
Em 1993, entrou para a Country Music Hall of Fame.
Com uma discografia invejável que conta com 67 álbuns, sendo o primeiro de destaque Shotgun Willie, lançado em 1973, passando pelo lendário The Winning Hand (1982), que trazia participações especiais como Dolly Parton, Kris Kristofferson e Brenda Lee.
Em 1992, Nelson lançou The IRS Tapes: Who'll Buy My Memories?; os lucros do álbum duplo — destinados à Receita Federal — e o leilão dos ativos de Nelson quitaram sua dívida. Durante as décadas de 1990 e 2000, Nelson continuou fazendo turnês extensivas e lançou álbuns todos os anos. As críticas variaram de positivas a mistas. Ele explorou gêneros como reggae, blues, jazz e folk.
No ano seguinte, 2005, Nelson lançou um álbum de reggae intitulado Countryman que contou com a participação de Toots Hibbert do Toots and the Maytals na canção "I'm a Worried Man".
No Brasil, Willie Nelson ficou conhecido por interpretar, com a dupla Zezé di Camargo & Luciano a versão em português de "Always On My Mind", "Eu Só Penso em Você", incluída na trilha sonora volume 2 da novela "Fera Ferida", exibida pela TV Globo entre os anos 1993/1994. Na trama, a canção embalou o romance dos personagens "Terezinha" e Votan, interpretados por Camila Pitanga e Norton Nascimento.
Na TV, Willie Nelson apareceu em "Monk" na 1ª temporada, episódio 12, intitulado "Sr. Monk e Willie Nelson" (Na versão brasileira). Ele interpretou uma versão fictícia de si mesmo, acusado de assassinato após a morte de sua road manager. O episódio destaca a admiração de Adrian Monk por Willie Nelson, criando um vínculo interessante entre os personagens. Além disso, Nelson performa sua canção "Blue Eyes Crying in the Rain," acrescentando um momento emocional à trama. A participação foi bem recebida e adicionou profundidade ao personagem de Monk.

## Discografia

### Álbuns
Listagem dos álbuns de Willie Nelson.
| Ano                                   | Título                                                 | Posições nas paradas | Posições nas paradas | Certificações   | Certificações |
| Ano                                   | Título                                                 | US Country           | US 200               | U.S.            | CAN           |
| ------------------------------------- | ------------------------------------------------------ | -------------------- | -------------------- | --------------- | ------------- |
| 1962                                  | And Then I Wrote                                       | -                    | -                    | -               | -             |
| 1963                                  | Here's Willie Nelson                                   | -                    | -                    | -               | -             |
| 1965                                  | Country Willie - His Own Songs                         | 14                   | -                    | -               | -             |
| 1966                                  | Country Favorites-Willie Nelson Style                  | 9                    | -                    | -               | -             |
| 1967                                  | Make Way for Willie Nelson                             | 9                    | -                    | -               | -             |
| 1967                                  | "The Party's Over" And Other Great Willie Nelson Songs | 9                    | -                    | -               | -             |
| 1968                                  | Good Ol' Country Singin'                               | -                    | -                    | -               | -             |
| 1968                                  | Texas In My Soul                                       | 9                    | -                    | -               | -             |
| 1969                                  | Good Times                                             | 29                   | -                    | -               | -             |
| 1969                                  | My Own Peculiar Way                                    | 39                   | -                    | -               | -             |
| 1970                                  | Columbus Stockade Blues                                | -                    | -                    | -               | -             |
| 1970                                  | Both Sides Now                                         | -                    | -                    | -               | -             |
| 1970                                  | Laying My Burdens Down                                 | -                    | -                    | -               | -             |
| 1971                                  | Willie Nelson and Family                               | 43                   | -                    | -               | -             |
| 1971                                  | Yesterday's Wine                                       | -                    | -                    | -               | -             |
| 1972                                  | The Words Don't Fit the Picture                        | -                    | -                    | -               | -             |
| 1972                                  | The Willie Way                                         | 34                   | -                    | -               | -             |
| 1973                                  | Country Winners                                        | -                    | -                    | -               | -             |
| 1973                                  | Shotgun Willie                                         | 41                   | -                    | -               | -             |
| 1974                                  | Spotlight on Willie Nelson                             | -                    | -                    | -               | -             |
| 1974                                  | Phases and Stages                                      | 34                   | 187                  | -               | -             |
| 1975                                  | Country Willie                                         | -                    | -                    | -               | -             |
| 1975                                  | What Can You Do to Me Now                              | -                    | -                    | -               | -             |
| 1975                                  | Red Headed Stranger                                    | 1                    | 28                   | 2× multiplatina | Ouro          |
| 1976                                  | The Sound in Your Mind                                 | 1                    | 48                   | Platina         | -             |
| 1976                                  | Troublemaker                                           | 1                    | 60                   | Ouro            | -             |
| 1977                                  | Willie - Before His Time                               | 3                    | 78                   | -               | -             |
| 1977                                  | To Lefty From Willie                                   | 2                    | 91                   | -               | -             |
| 1978                                  | There'll Be No Teardrops Tonight                       | -                    | -                    | -               | -             |
| 1978                                  | Stardust                                               | 1                    | 30                   | 5× multiplatina | 2× platina    |
| 1978                                  | Face of a Fighter                                      | -                    | -                    | -               | -             |
| 1979                                  | Sweet Memories                                         | 6                    | 154                  | -               | -             |
| 1979                                  | Sings Kristofferson                                    | 5                    | 42                   | Platina         | Ouro          |
| 1979                                  | Pretty Paper                                           | 11                   | 73                   | Platina         | Ouro          |
| 1980                                  | Electric Horseman                                      | 3                    | 52                   | Ouro            | -             |
| 1980                                  | Honeysuckle Rose                                       | 1                    | 11                   | 2× multiplatina | -             |
| 1981                                  | Minstrel Man                                           | 39                   | 148                  | -               | -             |
| 1982                                  | Always on My Mind                                      | 1                    | 2                    | 4× multiplatina | 2× platina    |
| 1983                                  | My Own Way                                             | -                    | 182                  | -               | -             |
| 1983                                  | Tougher Than Leather                                   | 4                    | 39                   | -               | -             |
| 1984                                  | Without a Song                                         | 13                   | 54                   | Platina         | -             |
| 1984                                  | City of New Orleans                                    | 1                    | 162                  | Platina         | Ouro          |
| 1984                                  | Don't You Ever Get Tired (of Hurting Me)               | -                    | -                    | -               | -             |
| 1985                                  | Me and Paul                                            | 3                    | 152                  | -               | -             |
| 1986                                  | Partners                                               | 13                   | -                    | -               | -             |
| 1986                                  | The Promised Land                                      | 1                    | -                    | -               | -             |
| 1987                                  | Island in the Sea                                      | 14                   | -                    | -               | -             |
| 1987                                  | What a Wonderful World                                 | 6                    | -                    | -               | -             |
| 1989                                  | Horse Called Music                                     | 6                    | -                    | -               | -             |
| 1990                                  | Born for Trouble                                       | 31                   | -                    | -               | -             |
| 1992                                  | The IRS Tapes: Who'll Buy My Memories?                 | -                    | -                    | -               | -             |
| 1992                                  | Any Old Arms Won't Do                                  | -                    | -                    | -               | -             |
| 1993                                  | Across the Borderline                                  | 15                   | 75                   | -               | -             |
| 1994                                  | Six Hours at Pedernales                                | -                    | -                    | -               | -             |
| 1994                                  | Moonlight Becomes You                                  | 37                   | -                    | -               | -             |
| 1994                                  | Healing Hands of Time                                  | 17                   | 103                  | -               | -             |
| 1995                                  | Just One Love                                          | -                    | -                    | -               | -             |
| 1995                                  | Augusta                                                | -                    | -                    | -               | -             |
| 1996                                  | Standard Time                                          | -                    | -                    | -               | -             |
| 1996                                  | Spirit                                                 | 20                   | 123                  | -               | -             |
| 1996                                  | How Great Thou Art                                     | -                    | -                    | -               | -             |
| 1999                                  | Night and Day                                          | -                    | -                    | -               | -             |
| 2000                                  | Milk Cow Blues                                         | -                    | 83                   | -               | -             |
| 2000                                  | Me and the Drummer (Tales Out of Luck)                 | -                    | -                    | -               | -             |
| 2001                                  | Rainbow Connection                                     | 52                   | -                    | -               | -             |
| 2002                                  | The Great Divide                                       | 5                    | 43                   | -               | -             |
| 2002                                  | Willie Nelson & Friends - Stars & Guitars              | 18                   | 133                  | -               | -             |
| 2003                                  | Crazy: The Demo Sessions                               | 32                   | -                    | -               | -             |
| 2004                                  | Outlaws and Angels                                     | 10                   | 69                   | -               | -             |
| 2004                                  | It Always Will Be                                      | 12                   | 75                   | -               | -             |
| 2004                                  | Nacogdoches                                            | -                    | -                    | -               | -             |
| 2005                                  | Songs                                                  | 13                   | 64                   | -               | -             |
| 2005                                  | Songs for Tsunami Relief: Austin to South Asia         | 57                   | -                    | -               | -             |
| 2005                                  | Countryman                                             | 6                    | 46                   | -               | -             |
| 2006                                  | You Don't Know Me: The Songs of Cindy Walker           | 24                   | 114                  | -               | -             |
| 2008                                  | Moment of Forever                                      | 8                    | 56                   | -               | -             |
| "-" álbum que não atingiu as paradas. |                                                        |                      |                      |                 |               |

- American Classic (2009)
- Country Music (2010)
- Remember Me, Vol. 1 (2011)
- Heroes (2012)
- Let's Face the Music and Dance (2013)
- To All the Girls... (2013)
- Band of Brothers (2014)
- Summertime: Willie Nelson Sings Gershwin (2016)
- For the Good Times: A Tribute to Ray Price (2016)
- God's Problem Child (2017)
- Last Man Standing (2018)
- My Way (2018)
- Ride Me Back Home (2019)
- First Rose of Spring (2020)
- That's Life (2021)
- The Willie Nelson Family (2021)
- A Beautiful Time (2022)
- I Don’t Know a Thing About Love (2023)

Filmography